# Mohammed Rabiu
Mohammed Rabiu (ur. 31 grudnia 1989 w Akrze) – ghański piłkarz, który grał na pozycji środkowego pomocnika. W latach 2011-2015 reprezentant Ghany. Srebrny medalista Pucharu Narodów Afryki 2015. Uczestnik Mistrzostw Świata 2014. Półfinalista Pucharu Narodów Afryki 2012.

## Kariera klubowa
Karierę piłkarską Rabiu rozpoczął w klubie Liberty Professionals. W trakcie debiutanckiego sezonu 2007/2008 został wypożyczony do hiszpańskiego Gimnàstiku Tarragona. Następnie był wypożyczany do Xerez CD oraz Sampdorii. Latem 2010 roku został zawodnikiem włoskiego Udinese Calcio, po czym przeszedł na wypożyczenie do francuskiego Evian TG, grającego w Ligue 2. Po sezonie 2010/2011, w którym wraz z zespołem awansował do Ligue 1, został wykupiony przez Evian. W Ligue 1 zadebiutował 6 sierpnia 2011 w zremisowanym 2:2 meczu ze Stade Brestois 29. W sezonie 2012/2013 wraz z Evian osiągnął finał Pucharu Francji, przegrany 2:3 z Girondins Bordeaux.
W 2013 roku Rabiu przeszedł do rosyjskiego Kubania Krasnodar. Następnie był graczem Anży Machaczkała, Krylji Sowietow Samara, Paris FC i FK Tambow.
| Sezon   | Klub                       | Kraj      | Rozgrywki        | Mecze | Bramki |
| ------- | -------------------------- | --------- | ---------------- | ----- | ------ |
| 2007/08 | Liberty Professionals      | Ghana     | Premier League   | ?     | ?      |
| 2007/08 | Gimnàstic Tarragona (wyp.) | Hiszpania | Segunda División | 2     | 0      |
| 2008/09 | Xerez CD (wyp.)            | Hiszpania | Segunda División | 1     | 0      |
| 2009/10 | UC Sampdoria (wyp.)        | Włochy    | Serie A          | 0     | 0      |
| 2010/11 | Udinese Calcio             | Włochy    | Serie A          | 0     | 0      |
| 2010/11 | Evian TG                   | Francja   | Ligue 2          | 10    | 0      |
| 2011/12 | Evian TG                   | Francja   | Ligue 1          | 23    | 0      |
| 2012/13 | Evian TG                   | Francja   | Ligue 1          | 28    | 2      |
| 2013/14 | Evian TG                   | Francja   | Ligue 1          | 1     | 0      |
| 2013/14 | Kubań Krasnodar            | Rosja     | Priemjer-Liga    | 10    | 1      |
| 2014/15 | Kubań Krasnodar            | Rosja     | Priemjer-Liga    | 21    | 0      |
| 2015/16 | Kubań Krasnodar            | Rosja     | Priemjer-Liga    | 20    | 0      |
| 2016/17 | Anży Machaczkała           | Rosja     | Priemjer-Liga    | 0     | 0      |
| 2018/19 | Anży Machaczkała           | Rosja     | Priemjer-Liga    | 11    | 0      |
| 2018/19 | Krylja Sowietow Samara     | Rosja     | Priemjer-Liga    | 9     | 0      |
| 2019/20 | Paris FC                   | Francja   | Ligue 2          | 14    | 1      |
| 2020/21 | FK Tambow                  | Rosja     | Priemjer-Liga    | 2     | 0      |